# Walter Schlegel (Polizeikommandant)
Walter Schlegel (* 1962) ist ein Schweizer Verwaltungsjurist und seit 2012 Polizeikommandant des Kantons Graubünden.

## Leben
Walter Schlegel wuchs zuerst im Puschlav auf, die Schulen bis zur Matura besuchte er nach dem Umzug der Familie alle in Chur. Ein Studium als Bauingenieur brach er wegen der Offizierslaufbahn ab, stattdessen erwarb Schlegel nach einem Studium der Rechte an der Universität Zürich das Rechtsanwaltspatent. Von 1992 bis 1999 war er stellvertretender Amtsvorsteher im Graubündner Amt für Polizeiwesen und danach bis Ende 2006 Departementssekretär im Departement des Innern und der Volkswirtschaft des Kantons. Ab dem 1. Januar 2007 war er von der Regierung zum Amtsvorsteher des Amtes für Justizvollzug Graubünden gewählt. Seit 2001 hat Schlegel auch die Funktion als Leiter der Stabsstelle des WEF-Ausschusses der Bündner Regierung inne. Er übernahm das Amt des Polizeikommandanten im Kanton Graubünden am 1. Juli 2012 von Beat Eberle. Er ist damit auch zuständig für die Sicherheit des Weltwirtschaftsforums in Davos.
Im Januar 2018 wurde Schlegel von den Delegierten der SVP Graubünden einstimmig zu ihrem Regierungsratskandidaten für die Wahl im Juni gewählt. Mit 15.836 Stimmen, die er bei den Bündner Regierungsratswahlen am 10. Juni 2018 erzielte, verlief die Wahl jedoch nicht erfolgreich.
In der Schweizer Armee ist Schlegel Oberst.